# 马扎然图书馆

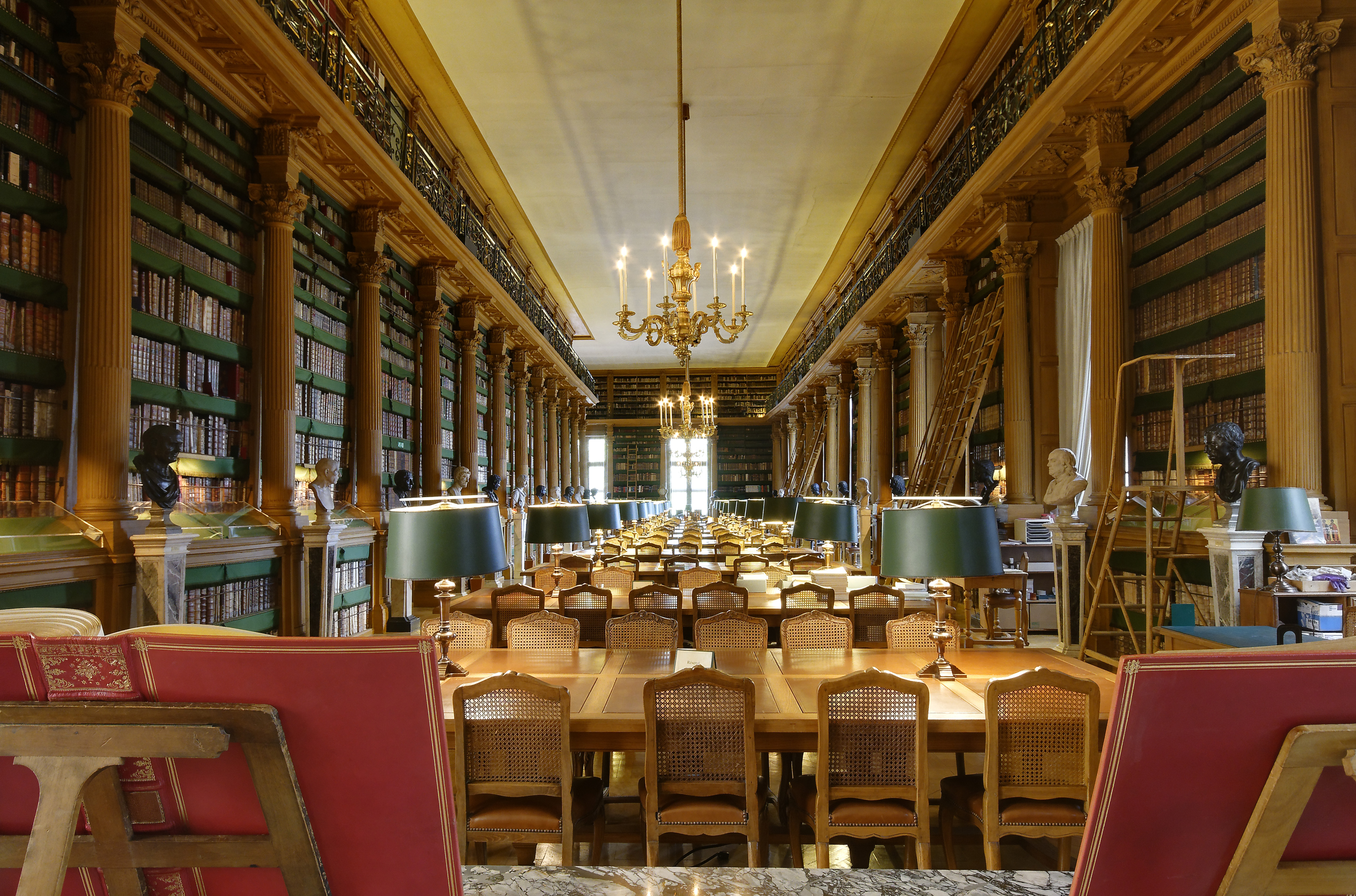

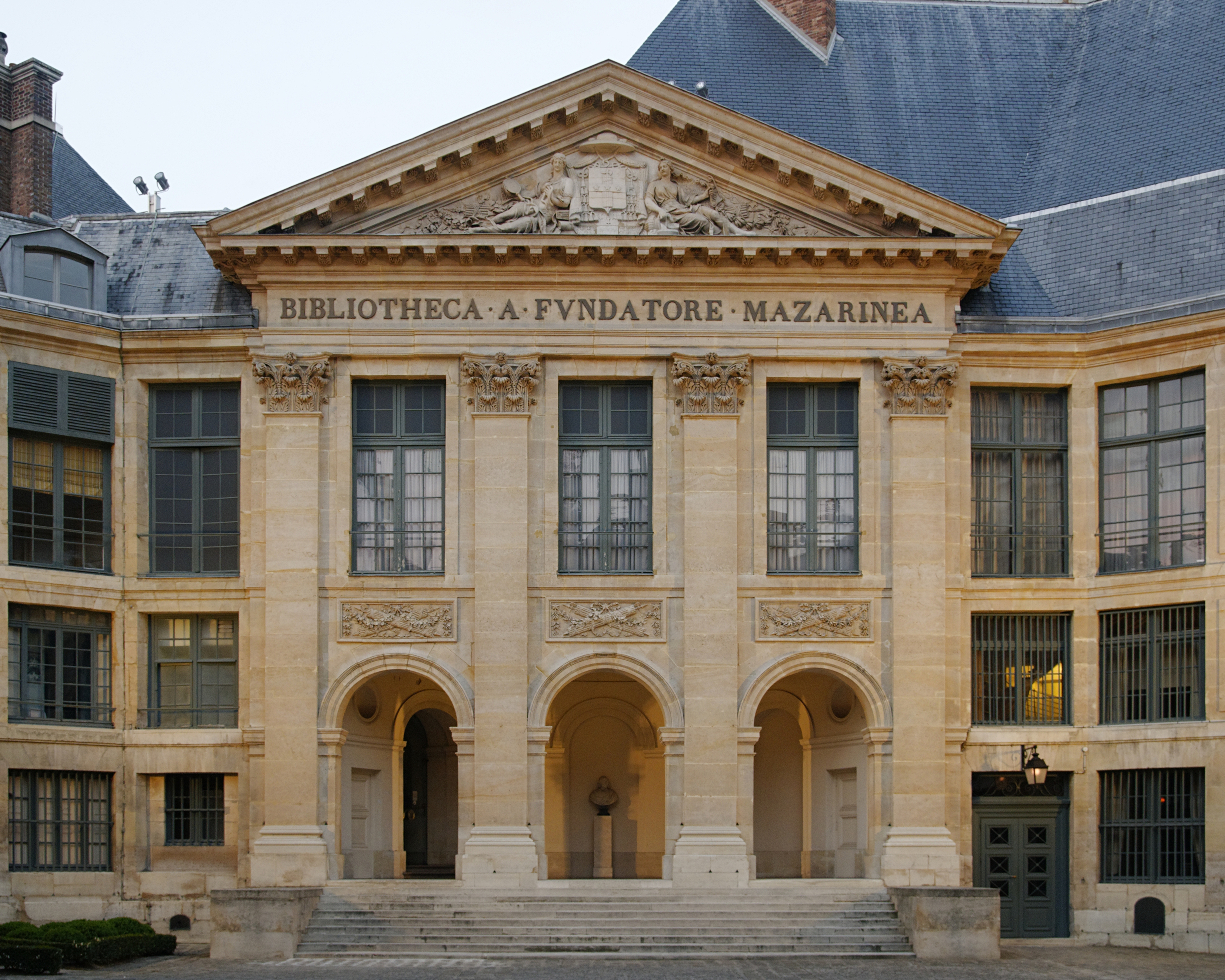
立面

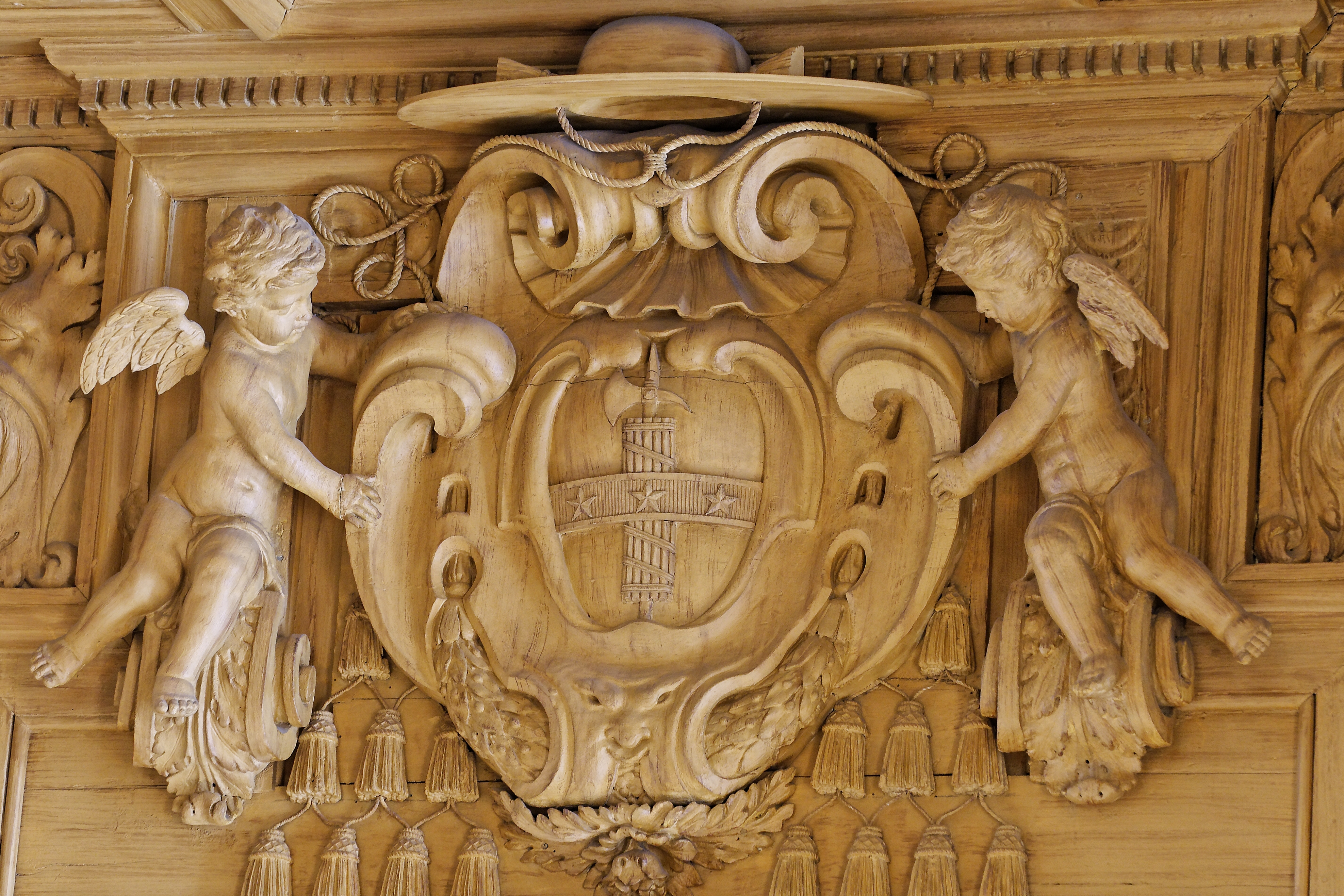

马扎然图书馆 （Bibliothèque Mazarine）位于塞纳河左岸，巴黎第六区孔蒂滨河路（Quai de Conti）23号，法兰西学会大楼内（原巴黎大学四区学院，Collège des Quatre-Nations），面向艺术桥和卢浮宫。最初由马扎然枢机创建于17世纪，作为他的个人图书馆，它今天拥有丰富的稀有书籍和手稿收藏，是该国最古老的公共图书馆。 

## 历史

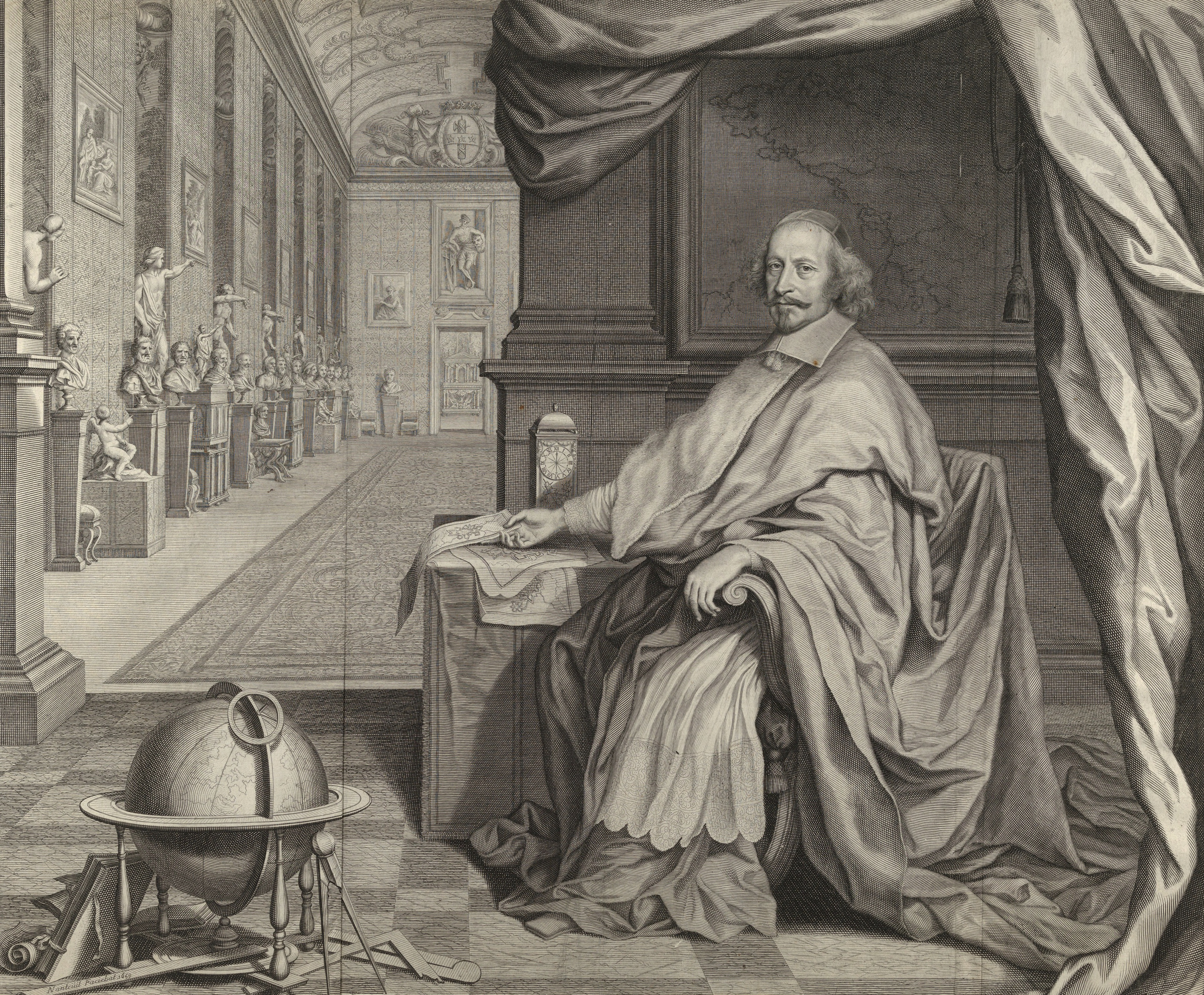
马扎然枢机

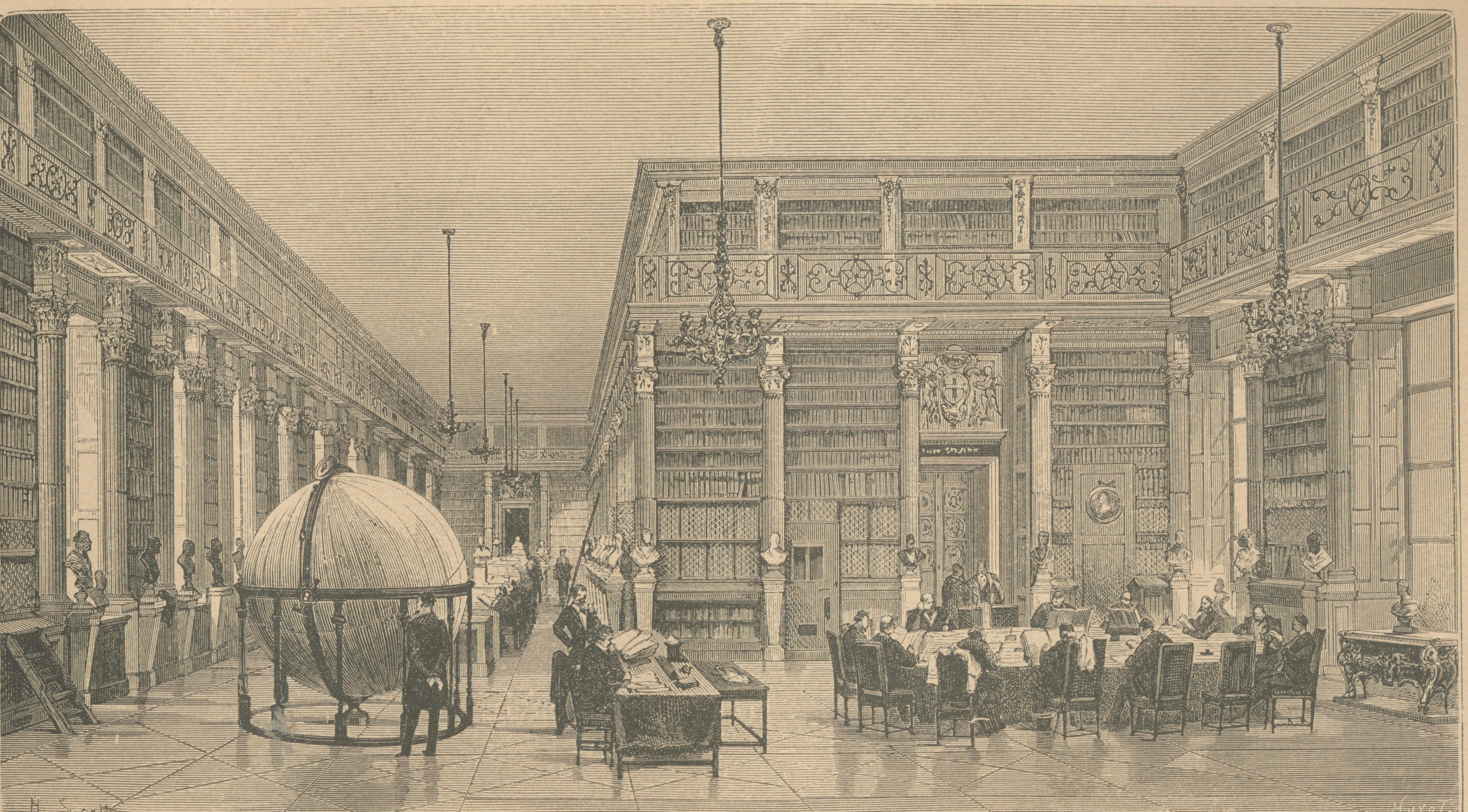

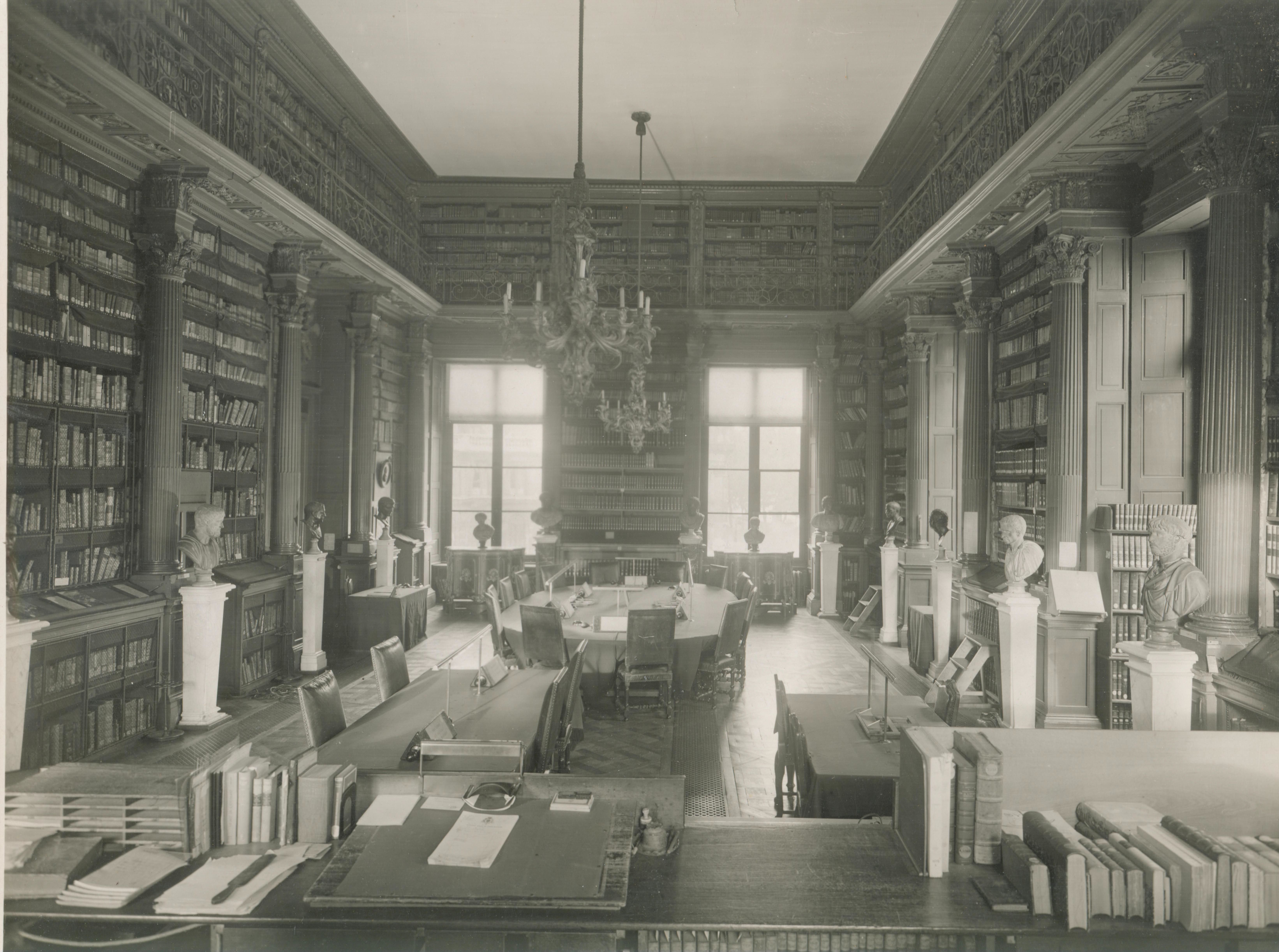

图书馆的创始人马扎然枢机（1602–1661 年）出生于那不勒斯王国的佩希纳，出身于一个高贵但贫穷的家庭。 他加入教会，就读于罗马的耶稣会宗座额我略大学，但拒绝加入这个修会。他服务于教廷，以外交、政治和军事技能闻名，从1634年到1636年担任驻法国聖座大使。路易十三的首相，年长的黎塞留枢机欣赏他的才华，让他进入国王的国务委员会。当他从罗马来到巴黎时，从罗马奎里纳莱山的住所带来令人印象深刻的五千册藏书。
路易十三于1643年去世后，马扎然得到太后奥地利的安妮的支持，成为新首相。他立即开始在巴黎的黎塞留街建造自己的宫殿，里面有一个58米长的巨大房间，作为他的图书馆。来自欧洲各地的访客，包括丹麦国王弗雷德里克三世，纷纷模仿它建造自己的皇家图书馆。1642年至1653年，马扎然的图书馆长加布里埃尔·诺德前往意大利、瑞士、德国、英国和荷兰，为马扎然购买整个图书馆的藏书，使之成为当时欧洲最大的图书馆，藏书量达四万册。
1652年1月和2月，爆发投石党乱，图书馆几乎消失。一些有权势的贵族挑战马扎然的权威，年轻的国王被迫逃离巴黎。马扎然的宫殿被洗劫一空，成千上万的书被烧毁、丢失或出售。幸运的是，诺德成功地将最有价值的书藏在他在圣女日南斐法修道院（Saint-Genevieve）的房间。当马扎然在1653年回到巴黎掌权时，诺德又收回许多被出售或被盗的书籍。  。
1643年以后，每个星期四，马扎林将他的图书馆向学者开放。每周约有80到100人来此读书。到1660年代，图书馆藏书25，000册。 欧洲只有三个图书馆的藏书可与其相比：牛津的博德利圖書館、米兰的盎博罗削图书馆，以及罗马的安吉利卡图书馆(Biblioteca Angelica）。
经历投石党乱以后，马扎然想保证图书馆在他死后完好无损。在1661年3月6日，即他去世前三天，他在遗书中将藏书遗赠给他新近为最近加入法国的四个省的贵族家庭的子弟而创办的巴黎大学四区学院。新的图书馆建筑建在塞纳河河岸上，原址是中世纪的内勒塔（雀巢塔，Tour de Nesle）。正面是拉丁文的铭文：马扎然建立的图书馆（Bibliotheca a fundatore mazarinea）。图书馆的书架，装饰着科林斯柱和枢机的纹章，搬到学院东翼沿着黎塞留街的新地点。新图书馆于1689年复活节开放。
在18世纪，图书馆继续成长，藏书从1730年的36，000册增长到1771年的50，000册。法国大革命事实上大大增加了其规模，图书馆学家加斯帕德·米歇尔购买了从修道院和流亡贵族那里没收的书，藏书增加到6万多册。他还收藏艺术品，大部分是17世纪和18世纪的，镀金青铜吊灯，装饰阅览室.一个地球由加斯泰利尔从1694年。
1805年，拿破仑一世在位期间，四区学院改为法国学术和科学院的总部法兰西学会大楼。自那时以来，图书馆收到捐赠的许多大型藏品，自1926年以来，图书馆一直是与法国各地区历史有关的出版物的保存地。

## 收藏
如今，该图书馆藏书约60万册。特色是关于法国历史，特别是中世纪（12-15 世纪）和 16 世纪和 17 世纪的宗教和文学史。